# میزهای تک‌نفره
میزهای تک‌نفره (انگلیسی: Separate Tables) یک فیلم درام آمریکایی به کارگردانی دلبرت من است که در سال ۱۹۵۸ منتشر شد.

## بازیگران
- ریتا هیورث
- دبورا کار
- دیوید نیون
- برت لنکستر
- وندی هیلر
- گلادیس کوپر
- راد تیلور
- کاتلین نس‌بیت
- آدری دالتن
- فلیکس آیلمر
- می هَلِت
- پریسیلا مورگان